# Ahmadou Keita
Ahmadou Keita, né le 2 novembre 1970 à Bamako (Mali), est un joueur de basket-ball professionnel et agent sportif français.

## Biographie
Ahmadou Keita naît le 2 novembre 1970 à Bamako, au Mali. Il déménage par la suite en France, à l'âge de deux ans. Issu d'une famille de sportifs (deux frères et une sœur tous basketteurs), il commence à s'intéresser au football, sport qu'il pratique jusqu'à ses quinze ans, lorsqu'il découvre le basket-ball. Il s'inscrit alors au club d'Arpajon ESRA et y reste deux ans. Il est alors repéré par Alain Weis, qui l'admet en sport-étude à l'âge de seize ans au lycée Marie-Curie de Sceaux. Il effectue par la suite ses premiers pas en Pro B à dix-sept ans en tant qu'espoir avec le club ASA Sceaux, alors entraîné par Jacky Renaud. En 1990, il joue pour Cholet Basket.
Il s'est aujourd'hui reconverti en agent sportif et a sa propre agence, AK Sports.

## Clubs
- 1988 - 1990 :  ASA Sceaux (N 1 B) espoir
- 1990 - 1991 :  Cholet Basket (N 1 A) espoir
- 1991 - 1992 :  ASA Sceaux (N 1 B)
- 1992 - 1996 :  SLUC Nancy (Pro B puis Pro A)
- 1996 - 1997 :  CB Murcie (Liga ACB)
- 1997        :  Pallacanestro Cantù (LegA)
- 1997 - 1998 :  Élan chalonnais (Pro A)
- 1998 - 2000 :  Strasbourg IG (Pro B puis Pro A)
- 2000 - 2002 :  CSP Limoges (Pro B puis Pro A)
- 2002        :  Rueil PB (Pro B)
- 2003        :  Entente orléanaise (Pro B)
- 2003        :  Angers BC 49 (Pro B)
- 2003 - 2004 :  Entente orléanaise (Pro B)
- 2004 - 2005 :  Golbey Épinal (Pro B)
- 2005 - 2006 :  Olympique d'Antibes (Pro B)
- 2006                   :  CB Coslada
- 2006 - 2007 :  Stade de Vanves (National 1)
- 2007 - 2009 :  Caen BC (Nationale 2)

## Palmarès
- Champion de Pro B en 1994, 1999 et 2001
- Meilleur shooteur à trois points de la Pro B 1994
- Médaille de bronze aux championnats du monde à Séoul en 1995 avec l'équipe de France militaire
- Finaliste de la Coupe d'Italie 1996
- Cinquième meilleur marqueur français de Pro A 1996
- Meilleur joueur français de Pro B 1999
- Finaliste de la coupe de France en 1999